# مريجمة ابن حامد
مريجمة ابن حامد هي بلدة تقع في محافظة مادبا في شمال الأردن .